# The Nutshell

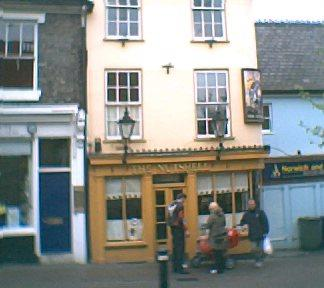
Gevel van The Nutshell, mei 2005

The Nutshell, gelegen in Bury St. Edmunds in Suffolk in Engeland, claimt de kleinste pub in Groot-Brittannië te zijn, hoewel andere pubs die titel eveneens claimen.
Wat ook de verdiensten of gebreken zijn van de claim, de pub is zonder meer klein. Er is nauwelijks ruimte voor meer dan tien tot vijftien drinkende klanten.
Binnen de pub is het opgeschorte droge lichaam van een zwarte kat te vinden. Metselaars hadden de gewoonte om katten achter de schoorsteenmantel in te metselen, waar ze dan van honger en hitte stierven. Het lichaam van de zwarte kat werd ontdekt tijdens latere bouwwerkzaamheden.